# Älvsborg (stadsdelsnämndsområde)
För andra betydelser, se Älvsborg (olika betydelser).
Älvsborg var ett stadsdelsnämndsområde i Göteborgs kommun under åren 1989–2010, vilket den 1 januari 2011 gick upp i stadsdelsnämndsområdet Västra Göteborg.
Älvsborgs stadsdelsnämndsområde omfattade primärområdena 501 Fiskebäck, 502 Långedrag, 503 Hagen och 504 Grimmered.
Nyckeltalen redovisar statistik som beskriver Göteborg och dess 96 delområden, primärområden, per den 31 december och kan användas för att jämföra de olika områdena. Nedan redovisas uppgifter för primärområdet och jämförelse görs mot uppgifterna för hela kommunen.
|                                     | Älvsborg   | Hela Göteborg |
| ----------------------------------- | ---------- | ------------- |
| Folkmängd                           | 18 646     | 500 181       |
| Andel födda i utlandet              | 8,4 %      | 21,4 %        |
| Medelinkomst                        | 343 800 kr | 235 100 kr    |
| Andel familjer med försörjningsstöd | 0,9 %      | 6,3 %         |
| Arbetslöshet                        | 1,2 %      | 3,0 %         |
| Andel bostäder byggda 1971–1980     | 30,4 %     |               |

| Befolkningsutvecklingen i stadsdelsnämndsområdet 1990–2008 | Befolkningsutvecklingen i stadsdelsnämndsområdet 1990–2008 | Befolkningsutvecklingen i stadsdelsnämndsområdet 1990–2008 | Befolkningsutvecklingen i stadsdelsnämndsområdet 1990–2008 | Befolkningsutvecklingen i stadsdelsnämndsområdet 1990–2008 |
| ---------------------------------------------------------- | ---------------------------------------------------------- | ---------------------------------------------------------- | ---------------------------------------------------------- | ---------------------------------------------------------- |
|                                                            |                                                            |                                                            |                                                            |                                                            |
| År                                                         |                                                            |                                                            | Invånare                                                   |                                                            |
| 1990                                                       | 1990                                                       |                                                            | 17 424                                                     | 17 424                                                     |
| 1995                                                       | 1995                                                       |                                                            | 18 456                                                     | 18 456                                                     |
| 2000                                                       | 2000                                                       |                                                            | 18 304                                                     | 18 304                                                     |
| 2005                                                       | 2005                                                       |                                                            | 18 441                                                     | 18 441                                                     |
| 2006                                                       | 2006                                                       |                                                            | 18 558                                                     | 18 558                                                     |
| 2007                                                       | 2007                                                       |                                                            | 18 517                                                     | 18 517                                                     |
| 2008                                                       | 2008                                                       |                                                            | 18 646                                                     | 18 646                                                     |
| Källa: Statistisk Årsbok Göteborg 2010                     |                                                            |                                                            |                                                            |                                                            |